# Йоан Дука Ангел
Йоан Дука Ангел (Ιωάννης Δούκας Ἄγγελος, р. 1126 – ум. 1200 г.) е византийски севастократор, внук на император Алексий I Комнин и чичо на императорите Алексий III Ангел и Исаак II Ангел.
Йоан Дука Ангел е най-възрастният син на военачалника Константин Ангел и на византийската принцеса Теодора Комнина. Майката на Йоан е дъщеря на император Алексий I Комнин и на Ирина Дукина. Така Йоан е член на двете византийски императорски фамилии – Комнини и Ангелини.
За първи път името на Йоан Дука Ангел се споменава в документ от 1166 г. Десет години по-късно той командва византийски военен отряд в битката при Мириокефалон, в деня след която участвал в схватка със селджуците, които обаче предпочели да не влизат в пряко сражение и се оттеглили.
През 1185 г. Йоан Дука Ангел подкрепил преврата на племенника си Исак Ангел срещу Андроник I Комнин. В знак на благодарност новият император почел чичо си с титлата Севастократор. В продължение на една година Йоан Дука Ангел е вторият човек в империята след самия император. Това положение обаче той запазва около година. През 1185 г. присъства в двора на Исаак II при Кипсела, както свидетелства Никита Хониат, по време на кампанията срещу норманското нашествие в Източна Тракия след разграбването на Солун през същата година. Тогава именно по негово нареждане Асен е зашлевен в лицето след дръзко и невъздържано поведение пред императора, когато двамата с брат си Петър предявяват своите претенции пред императора за „едно мъчнодостъпно селище, което се намирало при Хемус“. Тази случка неимоверно разгневява българите и допринася за вдигането на въстанието на Асен и Петър по-късно през ноември същата година.
През 1186 г. императорът го назначава за стратег на втората експедиция срещу въстанието на Асен и Петър в тема Паристрион. Въпреки напредналата си възраст, той не ръководил войската колебливо, а, напротив - твърде похвално и в сраженията навредил значително на неприятелите.... Успехите на Йоан Дука Ангел събудили подозренията на императора, че чичо му се домогва до властта. Това станало причина той да бъде отзован, а командването му – отнето и предадено на кесаря Йоан Кантакузин, който въобще не се справял толкова добре.
Верятно конфликтът с Исак II Ангел се задълбочава, тъй като през 1195 г. Йоан Дука Ангел оказва подкрепа на преврата, с който другият му племенник Алексий III Ангел детронира брат си.
Йоан Дука Ангел е бил женен три пъти. От първата си съпруга, чието име не е запазено, той има двама сина
- Исак Ангел, който бил женен за дъщеря на Алексий Врана
- Алексий Дука Комнин Ангел.

Втората съпруга на севастократора е неговата далечна роднина Зоя Дукина – внучка на Исак Комнин, който е син на император Йоан II Комнин. От Зоя Дукина севастократор Йоан има трима сина:
- Теодор Комнин Дука Ангел, деспот на Епир
- Мануил Комнин Дука, управител на Солун
- Константин Комнин Дука, управител на Акарнания.

Йоан Дука Ангел има и две дъщери, чиито имена не са запазени. Първата от тях е омъжена за Матео Орсини, граф на Кефалония. Втората му дъщеря е омъжена за Михаил Кантакузин – един от участниците в заговора срещу Исак II Ангел през 1195 г.
От неизвестна по име жена севастократор Йоан Дука Ангел има и един незаконен син:
- Михаил I Комнин – деспот на Епир.